# Mirachelus
Mirachelus is een geslacht van weekdieren uit de klasse van de Gastropoda (slakken).

## Soorten
- Mirachelus acanthus Quinn, 1991
- Mirachelus clinocnemus Quinn, 1979
- Mirachelus corbis (Dall, 1889)
- Mirachelus galapagensis McLean, 1970
- Mirachelus urueuauau Absalão, 2009